# Isòtops del californi
El californi (Cf) no té cap isòtop estable. S'han caracteritzat 19 radioisòtops, els més estables dels quals són el 251Cf, amb un període de semidesintegració de 898 anys, el 249Cf, amb un període de semidesintegració de 351 anys i el 250Cf, amb un període de semidesintegració de 13 anys. La resta d'isòtops radioactius tenen període de semidesintegració inferiors als 2,7 anys, i la majoria d'ells inferiors als 20 minuts.. Els isòtops de calinorni varien en massa atòmica del 237,062 u del 237Cf fins als 256,093 u del 256Cf.
El 252Cf amb un període de semidesintegració de 2,6 anys és un potent emissor neutrònic i extremadament radioactiu i perillós—un microgram emet espontàniament 170 milions de neutrons per minut. Es podria haver detectat la desintegració del 254Cf (període de semidesintegració de 55 dies) mitjançant l'observació amb telescopis en romanents de supernova.

## Taula
| Símbol del núclid | Z(p)                | N(n)                | massa isotòpica(u)  | període de semidesintegració | Espín nuclear | composició isotòpics representativa (fracció molar) | rang de variació natural (fracció molar) |
| Símbol del núclid | energia d'excitació | energia d'excitació | energia d'excitació | període de semidesintegració | Espín nuclear | composició isotòpics representativa (fracció molar) | rang de variació natural (fracció molar) |
| ----------------- | ------------------- | ------------------- | ------------------- | ---------------------------- | ------------- | --------------------------------------------------- | ---------------------------------------- |
| 237Cf             | 98                  | 139                 | 237.06207(54)#      | 2.1(3) s                     | 5/2+#         |                                                     |                                          |
| 238Cf             | 98                  | 140                 | 238.06141(43)#      | 21.1(13) ms                  | 0+            |                                                     |                                          |
| 239Cf             | 98                  | 141                 | 239.06242(23)#      | 60(30) s [39(+37-12) s]      | 5/2+#         |                                                     |                                          |
| 240Cf             | 98                  | 142                 | 240.06230(22)#      | 1.06(15) min                 | 0+            |                                                     |                                          |
| 241Cf             | 98                  | 143                 | 241.06373(27)#      | 3.78(70) min                 | 7/2-#         |                                                     |                                          |
| 242Cf             | 98                  | 144                 | 242.06370(4)        | 3.49(15) min                 | 0+            |                                                     |                                          |
| 243Cf             | 98                  | 145                 | 243.06543(15)#      | 10.7(5) min                  | (1/2+)        |                                                     |                                          |
| 244Cf             | 98                  | 146                 | 244.066001(3)       | 19.4(6) min                  | 0+            |                                                     |                                          |
| 245Cf             | 98                  | 147                 | 245.068049(3)       | 45.0(15) min                 | (5/2+)        |                                                     |                                          |
| 246Cf             | 98                  | 148                 | 246.0688053(22)     | 35.7(5) h                    | 0+            |                                                     |                                          |
| 247Cf             | 98                  | 149                 | 247.071001(9)       | 3.11(3) h                    | (7/2+)#       |                                                     |                                          |
| 248Cf             | 98                  | 150                 | 248.072185(6)       | 333.5(28) d                  | 0+            |                                                     |                                          |
| 249Cf             | 98                  | 151                 | 249.0748535(24)     | 351(2) a                     | 9/2-          |                                                     |                                          |
| 249mCf            | 144.98(5) keV       | 144.98(5) keV       | 144.98(5) keV       | 45(5) µs                     | 5/2+          |                                                     |                                          |
| 250Cf             | 98                  | 152                 | 250.0764061(22)     | 13.08(9) a                   | 0+            |                                                     |                                          |
| 251Cf             | 98                  | 153                 | 251.079587(5)       | 900(40) a                    | 1/2+          |                                                     |                                          |
| 252Cf             | 98                  | 154                 | 252.081626(5)       | 2.645(8) a                   | 0+            |                                                     |                                          |
| 253Cf             | 98                  | 155                 | 253.085133(7)       | 17.81(8) d                   | (7/2+)        |                                                     |                                          |
| 254Cf             | 98                  | 156                 | 254.087323(13)      | 60.5(2) d                    | 0+            |                                                     |                                          |
| 255Cf             | 98                  | 157                 | 255.09105(22)#      | 85(18) min                   | (7/2+)        |                                                     |                                          |
| 256Cf             | 98                  | 158                 | 256.09344(32)#      | 12.3(12) min                 | 0+            |                                                     |                                          |